# Втора Бундеслига
Втора Бундеслига е втори ешелон на професионалния футбол в Германия. Той е под Първа Бундеслига в системата на германския футбол.

## Формат
Форматът на Втора бундеслига се променя многократно през годините. Първоначално е бил разделен на Втора лига Север и Втора лига Юг. Победителите от двете дивизии се класират директно в Първа Бундеслига, а завършилите на второ място определят третият участник в Бундеслигата с мач на разменено гостуване (при нужда е определян и решителен мач). Този формат е запазен до сезон 1980/81. С кратко прекъсване поради Обединението на Германия (сезон 1991/92 е игран с различни специални правила), новият фромат представлява единна втора дивизия. Директна промоция получава шампионът и вицешампионът. Отборът на трето място има възможността да се класира в Бундеслигата чрез две срещи на разменено гостуване срещу 16-ия в крайното класиране на Първа Бундеслига. Поради организационни и планови прични в периода от сезон 1992/93 до 2007/08 в Първа Бундеслига влизат директно първите три отбора. От сезон 2008/09 е върнат стария формат от периода 1981 – 1991 с два сигурни и един възможен класирал се отбор.
17-ият и 18-ият отбор в класирането изпадат директно в новооснованата Трета лига, докато 16-ият в класирането играе срещу 3-тият от Трета лига в две срещи на разменено гостуване.

## Отбори
С изключение на Байерн Мюнхен всички големи отбори на Германия са прекарвали един или повече сезона във Втора Бундеслига. Тези отбори са оставили своя отпечатък редом с дългогодишни институции като Фортуна Кьолн, Алемания Аахен или Щутгартер Кикерс, а също така и осигуряват висока посещаемост по стадионите. Играчи като Юрген Клинсман, Руди Фьолер, Андреас Бреме, Олаф Тон и много други започват своята кариера във Втора Бундеслига, за да достигнат сегашния си статус.
Разликата в силата на отборите от Бундеслигата с тази на най-силните отбори от Втора Бундеслига в сравнение с предходни години е сериозно намаляла, новаци от Втора Бундеслига често успяват да изиграят добра роля в Бундеслигата, дори когато началната им цел е запазване мястото в най-висшия ешелон.
Поради покачващия се интерес от публиката в сравнение с началните години и по-високите приходи от телевизионни права и спонсорски договори, финансовото положение на повечето отбори в лигата е много добро.

## Стадиони (Сезон 2010/11)
| Място | Отбор               | Стадион                         | Капацитет |
| ----- | ------------------- | ------------------------------- | --------- |
| 1     | Херта Берлин        | Олимпиащадион                   | 74 500    |
| 2     | Мюнхен 1860         | Алианц Арена                    | 69 901    |
| 3     | Фортуна Дюселдорф   | Есприт Арена                    | 54 600    |
| 4     | Алемания Аахен      | Тиволи                          | 32 900    |
| 5     | Дуисбург            | Шаунисланд-Райзен-Арена         | 31 500    |
| 6     | Бохум               | Ревирпауърщадион                | 30 748    |
| 7     | Аугсбург            | WWK Арена                       | 30 660    |
| 8     | Карлсруе            | Вилдпаркщадион                  | 29 619    |
| 9     | Арминия Билефелд    | ШюкоАрена                       | 28 008    |
| 10    | Енерги Котбус       | Стадион на дружбата             | 22 528    |
| 11    | Рот-Вайс Оберхаузен | Нидеррайнщадион                 | 21 318    |
| 12    | Унион Берлин        | Стадион на старото лесничейство | 18 944    |
| 13    | Ерцгебирге Ауе      | Ерцгебиргсщадион                | 16 397    |
| 14    | Оснабрюк            | Оснател Арена                   | 16 130    |
| 15    | Инголщад            | Ауди-Шпортпарк                  | 15 445    |
| 16    | Гройтер Фюрт        | Троли Арена                     | 15 200    |
| 17    | Падерборн           | Енергитийм Арена                | 15 000    |
| 18    | Франкфурт           | Франкфуртер Фолксбанк Щадион    | 10 385    |

## История

### Предистория
С въвеждането на Първа Бундеслига през 1963 г. се основават и 5 регионални дивизии (Юг, Югозапад, Запад, Север и Берлин) като втори ешелон в германския футбол, като първите два отбора от всяка лига попадат в края на сезона в две групи, които определят двата отбора, влизащи в Бундеслигата. С прехода от старите оберлиги към новооснованите Бундеслига и Регионаллига става ясно, че основите на Бундеслигата, както от спортна, така и от икономическа страна, са проблемни и отпадане от Бундеслигата би разрушило икономически даден клуб.
Тази ситуация допринася за скандала в Бундеслигата от 1971 г., при който чрез манипулиране на футболни срещи за запазване на място в Бундеслигата, отборите на Рот-Вайс Оберхаузен и Арминия Билефелд остават в най-висшия ешелон. Вследствие на скандала събранието на Германския футболен съюз във Франкфурт решава на 30 юни 1973 г. да основе северна и южна дивизия на разделената Втора Бундеслига за сезон 1974/75, с което се цели запълване празнината между професионалните и аматьорски отбори.
Отборите се разпределят в различните ешелони с помощта на сложна точкова система. Важни условия са не само класиранията в последните пет години, но и икономически и структурни предпоставки. Към тях се прибавя и петгодишна класация, при която първите две години се броят един път, вторите две години има двойна сила, а последната година – три пъти. При равенство в точките се гледа последната година.
При това разпределение ГФС пропуска факта, че десетте класирали се отбора за финалния промоционален кръг за Бундеслигата не получават автоматична промоция за Втора Бундеслига. В случая на Саарбрюкен това довежда до положението, че след неуспеха на отбора в промоционалната фаза и въпреки изпълнението на критериите за прием във Втора Бундеслига (Юг), мястото се заема от Алзенборн, който идва от Регионаллига Югозапад. Алзенборн – „селски отбор“ с треньор Фриц Валтер, три пъти не успява в промоционалната фаза за Бундеслигата и се класира убедително за новия втори ешелон. ГФС обаче приема, че в Алзенборн няма нужните условия за Втора Бундеслига и че те няма да се подобрят в обозримо бъдеще и затова изпраща Алзенборн в Аматьорска лига (Югозапад), въпреки че клубът би трябвало да получи специално разрешение дори за Първа Бундеслига, ако е успял при трите си опита в промоционалната фаза. Разбира се, тогава срещите нямаше да се провеждат в Алзенборн, а в близкостоящите Кайзерлслаутерн или Лудвогсхафен.

### Двудивизионна Втора Бундеслига (1974 – 1981)
През 1974 г. Втора Бундеслига е създадена като втори ешелон на Първа Бундеслига. 40 клуба са разделени в две дивизии (Север и Юг), които заедно се борят за място в Първа Бундеслига. Победителите от двете дивизии се класират автоматично за Бундеслигата, докато завършилите на второ място отбори играят помежду си мач на разменено гостуване за определяне на третия новак. От Първа Бундеслига отпадат трите последни отбора, които се разпределят в съответната дивизия на регионален принцип. Тъй като в този формат броят на отборите, получили промоция, и изпадащите в долната дивизия невинаги е еднакъв, се налага през някои сезони да се играе в дивизия с 21 или 22 отбора.
Първият сезон на Втора Бундеслига започва с вечерния петъчен мач на 2 август 1974 г. между Саарбрюкен и Дармщад. Първият гол е отбелязан от играча на Саарбрюкен Николаус Землич в 18-ата минута и самата среща завършва при резултат 1:0.
Новооснованата втора лига става много по-интересна в сравнение с предишните регионални лиги. Не само повече зрители наблюдават покачващото се качество на игра на отборите; също така и големи имена от треньорския бранш започват да работят в тази лига. Пример за това е Хелмут Йохансен, треньор на шампионския отбор на Айнтрахт Брауншвайг, който седи на скамейката на Рьохлинг Фьолклинген; Ханс Тилковски тренира Нюрнберг, Макс Меркел е бил в Мюнхен 1860, а Ото Кнефлер – в Борусия Дортмунд. Към звездите на новата лига може да се причислят Хелмут Халер от Аугсбург, Лотар Емерих от Швайнфурт, Ханс Валица от Нюрнберг или Клаус-Дитер Зилоф от Алемания Аахен. Отделно с аржентинеца Карлос Бабингтон (Ватеншайд) и вратаря на Хаити Анри Франсильон (Мюнхен 1860) лигата се сдобива с две звезди от Световното първенство през 1974 г.
Очакванията за вълна от обединения, особено при отборите от Берлин, Манхайм или Гютерсло, чрез които да се постигне влизане във Втора Бунделсига, не се изпълват.

### Единна Втора Бундеслига (1981 – 1991)
През 1981 г. е въведена единната Втора Бундеслига с 20 отбора. За класиране в новата дивизия отново се използва сложна изчислителна система. На първо място отборите трябва да изпълнят няколко технически критерии. Тези критерии предвиждат стадион с минимум 15 хил. места и в определен срок да се постави и осветление. Ако се изпълнят тези изисквания, тогава влизат в сила и спортните изисквания. Четирите отбора, завършили на първо и второ място в северната и южната дивизии, както и отпадналите отбори от Бундеслигата получават автоматично мястото си в съответния ешелон. Другите отбори се определят с помощта на т.нар. „цифрова позиция“. Тя се изчислява на базата на постигнатата позиция в крайното класиране за последните три сезона. Колкото по-малко е числото за цифрова позиция, толкова по-добре се класира един клуб. За сезон 1978/79 тази цифра се взема един път, за сезон 1979/80 – два пъти, а за сезон 1980/81 – три пъти. С нула се изчисляват годините в Първа Бундеслига. За годините, прекарани в Оберлигата (четвърти ешелон тогава) и през които не се достига до промоция, се дават 20 точки, а за сезони с класиране във Втора Бундеслига – 16 точки.
С въвеждането на единната Втора Бундеслига от сезон 1981/82 важи правилото, че отборите на първите две места се класират директно за Бундеслигата, а третият в крайното класиране играе бараж на разменено гостуване с 16-ия отбор от Бундеслигата за оставане/класиране в Бундесслигата.

### След Обединението (1991 – 1996)
От 1991 г. в Бундеслигата участват и отборите от СИГФФ (отборите от територията на бившата ГДР). Това изисква сериозно увеличаване на броя на участниците. През сезон 1991/92 се включват 6 отбора от СИГФФ във Втора Бундеслига, с което броят на отборите става 24. Затова се връща за този сезон и системата с две дивизии, всяка с 12 отбора.
В Оберлигата отпадат 5 отбора, а се класират оттам само 3, тъй като от Първа Бундеслига идват 4 отбора, а се класират 2, с което броят на отборите във Втора Бундселига се запазва 24. По желание на клубовете обаче се връща системата с една дивизия и сезон 1992/93 става и най-дългият в историятата на Втора Бундеслига с цели 46 кръга.
7 отбора отпадат от Втора Бундеслига, 3 идват от Оберлигата и по този начин броят на отборите за сезон 1993/94 става 20, а от сезон 1994/95 е намален на 18.

### Взрив на зрителския интерес (от 1996)
С отпадането на традиционни клубове, като напр. Айнтрахт Франкфурт, Кайзерслаутерн (и двата за пръв път през 1996 г.), Кьолн (за пръв път през 1998 г.) или Борусия Мьонхенгладбах (за пръв път през 1999 г.) Втора Бундеслига изживява огромен взрив на зрителски интерес. Ефектът се подсилва и от увеличения капацитет и качество на стадионите. Срещи от Втора Бундеслига се гледат средно от 18 хил. зрители (сезон 2007/2008). През сезон 1996/97 срещата между Херта Берлин и Кайзерслаутерн на Олимпиащадион в Берлин е наблюдавана от 75 хил. зрители.
Чрез преките предавания на срещите (сред тях и прякото предаване на мач в понеделник по DSF) лигата получава допълнително внимание.
През сезон 2004/05, покрай скандала със залозите на мачове, множество мачове от Втора Бундеслига и Регионаллигата са манипулирани от тогавашния съдия Роберт Хойцер. Налага се срещата между ЛР Аален и Вакер Бургхаузен от Втора Бундеслига да се преиграе на 27 април 2005 г.
От сезон 2008/09 победителят от лигата получава собствен трофей. Обяснението на председателя на Германската футболна лига Том Бендер: „Сребърната салатиера е най-важният символ на спортното състезание в Бундеслигата. Със собствената купа за шампиона на Втора Бундеслига желаем да оценим и това специално постижение“. Шампионският трофей е направен от сребро и тежи 8,5 кг, има радиус 50 см и е застрахован за 30 хил. евро. Шампионът от сезон 2008/09 – Фрайбург получава на 24 май 2009 г. за първи път този трофей.

## Обобщение

### Движение от Втора Бундеслига
| Сезон     | Промоция в Първа Бундеслига                                    | Отпадане в Регионал-/Обер- или Трета лига                                                                                                   |
| --------- | -------------------------------------------------------------- | --- |
| 1974/75   | Хановер 96, Байер Юрдинген (Север) Карлсруе (Юг)               | Олимпия Вилхлемсхафен, Рот-Вайс Оберхаузен, Волфсбург, Бармбрк Уленхорст (Север) Хайлнрон, Борусия Хойнкирхен, Ворматия Вормс, Манхайм (Юг) |
| 1975/76   | Тенис Борусия Берлин, Борусия Дортмунд (Север) Саарбрюкен (Юг) | Мюлхайм, Еркеншвик, Гютерсло, Шпандау (Север) Майнц 05, Швайнфурт, Айнтрахт Бад Кройцнах, Ройтлинген (Юг)                                   |
| 1976/77   | Санкт Паули (Север) Щутгарт, Мюнхен 1860 (Юг)                  | Бон, Гьотинген, Вакер Берлин, Волфсбург (Север) Рьохлинг Фьолклинген, Айнтрахт Трир, Пирмазенс, Ян Регенсбург, Швенинген (Юг)               |
| 1977/78   | Арминия Билефелд (Север) Дармщад, Нюрнберг (Юг)                | Бохолт, Бремерхафен, Шварц-Вайс Есен (Север) Байерн Хоф, Бюрщад, Кикерс Вюрцбург, Пирмазенс (Юг)                                            |
| 1978/79   | Байер Леверкузен, Байер Юрдинген (Север) Мюнхен 1860 (Юг)      | Вестфалия Херне, Санкт Паули, Вакер Берлин (Север) Ханау, Аугсбург, Баунатал, Борусия Нойнкирхен (Юг)                                       |
| 1979/80   | Арминия Билефелд (Север) Нюрнберг, Карлсруе (Юг)               | Ване-Айкел, Бремерхафен, Арминия Хановер, Вупертал (Север) Инголщад, Рьохлинг Фьолклинген, Вюрцбург (Юг)                                    |
| 1980/81   | Вердер Бремен, Айнтрахт Брауншвайг (Север) Дармщад (Юг)        | Поради обединението на двете дивизии отпадат 22 отбора.                                                                                     |
| 1981/82   | Шалке 04, Херта Берлин                                         | Мюхнен 1860, Ворматия Вормс, Фрайбургер ФК, Байройт                                                                                         |
| 1982/83   | Валдхоф Манхайм, Кикерс Офенбах, Байер Юрдинген                | Аугсбург, Фюрт, Франкфурт, Шлос Нойхаус |
| 1983/84   | Карлсруе, Шалке 04                                             | Рот-Вайс Есесн, Шарлотенбург, Оснабрюк, Лютрингхаузен                                                                                       |
| 1984/85   | Нюрнберг, Хановер 96, Саарбрюкен                               | Санкт Паули, Бюрщад, Кикерс Офенбах, Улм |
| 1985/86   | Хомбург, Блау-Вайс Берлин                                      | Херта Берлин, Байройт, Тенис Борусия Берлин, Дуисбург                                                                                       |
| 1986/87   | Хановер 96, Карлсруе                                           | Айнтрахт Брауншвайг, Виктория Ашафенбург, Хесен Касел, Залмрор                                                                              |
| 1987/88   | Щутгратер Кикерс, Санкт Паули                                  | Рот-Вайс Оберхаузен, Ремшайд, Улм, Арминия Билефелд                                                                                         |
| 1988/89   | Фортуна Дюселдорф, Хомбург                                     | Кикерс Офенбах, Виктория Ашафенбург, Майнц 05, Унион Солинген                                                                               |
| 1989/90   | Херта Берлин, Ватеншайд                                        | Хесен Касел, Байройт, Алемания Аахен, Унтерхахинг                                                                                           |
| 1990/91   | Шалке 04, Дуисбург, Щутгартер Кикерс                           | Рот-Вайс Есен, Пройсен Мюнстер, Хафелзе, Швайнфурт                                                                                          |
| 1991/92   | Байер Юрдинген (Север) Саарбрюкен (Юг)                         | Блау-Вайс Берлин, Щал Бранденбург (Север) Мюнхен 1860, Хале, Рот-Вайс Ерфурт (Юг)                                                           |
| 1992/93   | Фрайбург, Дуисбург, Лайпциг                                    | Унтерхахинг, Айнтрахт Брауншвайг, Оснабрюк, Фортуна Дюселдорф, Олденбург, Дармщад, Ремшайд                                                  |
| 1993/94   | Бохум, Байер Юрдинген, Мюнхен 1860                             | Щутгартер Кикерс, Карл Цайс Йена, Борусия Вупертал, Рот-Вайс Есен, Тенис Борусия Берлин                                                     |
| 1994/95   | Хазна Росток, Санкт Паули, Фортуна Дюселдорф                   | Саарбрюкен, Хомбург, Франкфурт |
| 1995/96   | Бохум, Арминия Билефелд, Дуисбург                              | Кемниц, Хановер 96, Нюрнберг, Ватеншайд |
| 1996/97   | Кайзерслаутерн, Волфсбург, Херта Берлин                        | Валдхоф Манхайм, Любек, Рот-Вайс Есен, Олденбург                                                                                            |
| 1997/98   | Айнтрахт Франкфурт, Фрайбург, Нюрнберг                         | Лапциг, Карл Цайс Йена, Цвикау, Мепен |
| 1998/99   | Арминия Билефелд, Унтерхахинг, Улм                             | Гютерсло, Юрдинген, Ватеншайд, Фортуна Дюселдорф                                                                                            |
| 1999/2000 | Кьолн, Бохум, Енерги Котбус                                    | Тенис Борусия Берлин, Фортуна Кьолн, Кикерс Офенбах, Карлсруе                                                                               |
| 2000/01   | Нюрнберг, Борусия Мьонхенгладбах, Санкт Паули                  | Оснабрюк, Улм, Щутгартер Кикерс, Кемниц |
| 2001/02   | Хановер 96, Арминия Билефелд, Бохум                            | Унтерхахинг, Саарбрюкен, Швайнфурт, Бабелсберг                                                                                              |
| 2002/03   | Фрайбург, Кьолн, Айнтрахт Франкфурт                            | Айнтрахт Брауншвайг, Ройтлинген, Санкт Паули, Валдхоф Манхайм                                                                               |
| 2003/04   | Нюрнберг, Арминия Билефелд, Майнц 05                           | Любек, Ян Регенсбург, Унион Берлин, Оснабрюк                                                                                                |
| 2004/05   | Кьолн, Дуисбург, Айнтрахт Франкфурт                            | Айнтрахт Трир, Рот-Вайс Оберхаузен, Рот-Вайс Есен, Рот-Вайс Ерфурт                                                                          |
| 2005/06   | Бохум, Алемания Аахен, Енерги Котбус                           | Динамо Дрезден, Саарбрюкен, ЛР Аален, Шпортфройнде Зиген                                                                                    |
| 2006/07   | Карлсруе, Ханза Росток, Дуисбург                               | Рот-Вайс Есен, Унтерхахинг, Вакер Бургхаузен, Айнтрахт Брауншвайг                                                                           |
| 2007/08   | Борусия Мьонхенгладбах, Хофенхайм, Кьолн                       | Кикерс Офенбах, Ерцгебирге Ауе, Падерборн, Карл Цайс Йена                                                                                   |
| 2008/09   | Фрайбург, Майнц 05, Нюрнберг                                   | Оснабрюк, Инголщад, Веен Висбаден |
| 2009/10   | Кайзерслаутерн, Санкт Паули                                    | Ханза Росток, Кобленц, Рот Вайс Аален |